# Anne Fabricius-Bjerre
Anne Fabricius-Bjerre (født Anne Mechlenburg, 23. marts 1941 i Kongens Lyngby) er en dansk erhvervskvinde. 
Fabricius-Bjerre er opvokset i Randers og Aalborg og blev lægesekretær. Det arbejdede hun som i Aalborg. Hun kom til København og blev i 1982 direktør for Dagmar Teatret og fra 1989 også for Scala. Samtidig var hun indkøber for filmselskabet Metronome. Hun etablerede i 2000 virksomheden Basalt Indretning i Store Strandstræde i København, der yder rådgivning om boligindretning.  
Fra 1984 til 1990 var hun medlem af Det Danske Filminstitut (indtil 1989 som suppleant). 
Hun har været gift to gange: i 1961 med læge Ole Warnøe, med hvem hun har Dorte Warnøe Høgh, Helle Warnøe og Peter Warnøe. Gift anden gang i 1977 med komponisten Bent Fabricius-Bjerre, som hun blev skilt fra i 2004. Omkring 2007 var hun kæreste med Per Pallesen.
|  | Artiklen om Anne Fabricius-Bjerre kan blive bedre, hvis der indsættes et (bedre) billede Du kan hjælpe ved at afsøge Wikimedia Commons for et passende billede eller uploade et godt billede til Wikimedia Commons iht. de tilladte licenser og indsætte det i artiklen. |